# トレンガヌFC
トレンガヌFC（英: Terengganu Football Club、マレー語: Kelab Bola Sepak Terengganu、略称TFC）は、マレーシア・トレンガヌ州クアラトレンガヌを本拠とするサッカークラブである。マレーシア・スーパーリーグに所属する。

## 概要
1956年にトレンガヌ・アマチュアFA (英: Terengganu Amateur Football Association) として設立。1972年にトレンガヌFA (英: Terengganu Football Association、マレー語: Persatuan Bola Sepak Negeri Terengganu) に改名し、TチームFCと合併した2018年に現在のクラブ名に改名した。ホームスタジアムは15,000人収容のスルタン・イスマイル・ナシルディン・シャー・スタジアムを使用していた時期もあるが、2021年現在では50,000人収容のスルタン・ミザン・ザイナル・アビディン・スタジアムを使用している。。
2001年にはマレーシアカップとピアラ・スンバンシ（マレーシアチャリティーカップ）の二冠を達成した。また、2011年にはマレーシアFAカップを制してAFCカップへの出場権を獲得。翌2012年はAFCカップ2012でラウンド16まで勝ち進んだ。
2020年シーズンはマレーシア・スーパーリーグ3位でAFCカップ2021の出場権を獲得した。

## 獲得タイトル

### 国内タイトル
- マレーシア・スーパーリーグ:
  - 2位 (3): 1992, 2001, 2011
- マレーシア・プレミアリーグ:
  - 優勝 (2): 1990, 1998
  - 2位 (1): 2017
- マレーシアFAMリーグ
  - 優勝 (1): 1969
- ピアラ・スンバンシ
  - 優勝 (1): 2001
  - 準優勝 (1): 2002
- マレーシアカップ
  - 優勝 (1): 2001
  - 準優勝 (5): 1973, 1982, 1998, 2011, 2018
- マレーシアFAカップ
  - 優勝 (2): 2000, 2011
  - 準優勝 (2): 1999, 2004

## 歴代所属選手
- エリソン・ダ・シルバ・サントス（英語版） 2012-
- 中島ファラン一生 2015
- アディサク・クライソーン 2023